# ويليام بي إس. إيرل
ويليام بي إس. إيرل (بالإنجليزية: William P.S. Earle)‏ هو كاتب سيناريو ومخرج أمريكي، ولد في 28 ديسمبر 1882 في نيويورك في الولايات المتحدة، وتوفي في 30 نوفمبر 1972 في لوس أنجلوس في الولايات المتحدة.

## وصلات خارجية
- ويليام بي إس. إيرل على موقع IMDb (الإنجليزية)